# Гіперурикозурія
Гіперурикозурія — це медичний термін, що означає наявність у сечі надмірної кількості сечової кислоти. Для чоловіків цей показник перевищує 800 мг/добу, а для жінок 750 мг/добу.  Основними прямими причинами гіперурикозурії є розчинення кристалів сечової кислоти в нирках або сечовому міхурі та гіперурикемія. Непрямі причини включають прийом урикозурічних засобів, швидкий розпад тканин організму, що містять велику кількість ДНК і РНК, і споживання харчів з високим вмістом пурину.
Алопуринол може сприяти вилікуванню або полегшенню гіперурикозурії. Він зменшує вироблення сечової кислоти.  Гіперурикозурія може бути симптомом захворювання:
- Подагра (дуже часто)
- Камені сечової кислоти в нирках (сечокислий нефролітіаз)
- Гостра сечокисла нефропатія
- Гостра ниркова недостатність
- Синдром лізису пухлини
- Синдром Фанконі
- Хвороба Дента (дуже рідко)

## Класифікація
Гостра гіперурикозурія є частим ускладненням синдрому лізису пухлини. Схоже, що цей синдром не сприяє розвитку подагри та сечокислого нефролітіазу, що є доказом того, що ці два стани мають хронічні, а не гострі причини.
Хронічна гіперурикозурія пов’язана з подагрою та сечокислим нефролітіазом.  Однак обидва стани можуть виникати за відсутності гіперурикозурії. Лікування подагри урикозуричними препаратами може призвести до сечокислого нефролітіазу.

## Лікування
Якщо немає ані гіперурикемії, ані подагри, то ризик розвитку сечокислого нефролітіазу можна зменшити за допомогою антиурикозуричних засобів. Слід також розглянути дієту з низьким вмістом пуринів. Крім того, сприятливим може бути підвищення рівня рН сечі. 